# Толбузин, Семён Иванович
Семён Иванович Толбузин — русский государственный и политический деятель, посол во времена правления Ивана III Васильевича.
Из дворянского рода Толбузины. Второй сын Ивана Ивановича Толбузина, внук родоначальника Ивана Фёдоровича по прозванию Толбуга. Имел братьев: Льва, Василия и Андрея Ивановичей.

## Биография
Послан царём Иваном III 24 июля 1474 года послом в Венецию к дожу, вести переговоры о розыске и приглашении в Московское государство знаменитого архитектора Альберта (позднее — Аристотеля Фьораванти), «сведущего также в литье пушек и колоколов, чеканке монет». За баснословно высокое жалованье, назначенное архитектору, его удалось заинтересовать поездкой на Русь. Возвратился в день Пасхи 26 марта 1475 году, посольство в Рим Семёна Ивановича Толбузина увенчалось успехом, он привёз не только архитектора, но и многих художников и специалистов в различных областях. В первой Софийской летописи отмечено: "в лето 6983 (1475) на Велик день пришёл из Рима посол великого князя Семён Толбузин, а привёл с собой мастера муроля, кой ставит церкви и палаты, именем Аристотель". После этого в Москве и других городах развернулось активное строительство архитектурных сооружений, развилось литейное дело и чеканка монет.
По родословной росписи показан бездетным.

## Критика
В интернете. без указания на источник, можно встретить статьи, где Семён Иванович указан с титулом — боярин. В родословных книгах и иных авторитетных источниках данное не подтверждается.